# Domanmetoden
Domanmetoden är en kontroversiell metod för att behandla barn med hjärnskador. Metodens syfte är inte att laga de döda hjärncellerna utan att träna upp övriga delar av hjärnan att kompensera för hjärnskadan.
Domanmetoden är ett samlingsnamn för de träningsmetoder som utvecklats och bedrivs av de två amerikanska organisationerna, The Institutes for the Achievement of Human Potential (IAHP) och Family Hope Center (FHC) vilka grundade 1955 av Glenn Doman i Philadelphia. Ursprungligen utgick träningen från att barnen bodde på institutet och träningen utfördes av IAHP:s personal. Dock så insåg både personal och föräldrar att träningen bättre kunde utföras i hemmet av föräldrarna. 
Glenn Doman har skrivit ett flertal böcker som beskriver olika delar av Domanmetoden men den bok som övergripande beskriver hela metoden är What To Do About Your Brain-Injured Child.
Metoden innehåller flera typer av träning anpassat till barnets behov. Barnens symptom på hjärnskada kan variera från koma till endast lätta lässvårigheter. 
- Patterning Detta är nog den mest kända delen av träning men samtidigt också ganska ifrågasatt av extern expertis. Det går ut på att barnet ligger på ett bord och 3 upp till 5 vuxna (beroende på barnets storlek) för armar, ben och huvud i ett kryp- eller ålningsmönster i 5 minuter. Detta för att tala om för hjärnan att så har känns det att krypa i ett regelbundet mönster. Barnet ligger passivt på bordet. Det är de vuxna gör jobbet. Detta görs normalt 4-12 gånger om dagen.
- "Inclined floor" , sluttande plan. En metod för att få igång ålandet. Man har ett glatt plan som man sätter i en så brant vinkel att barnet bara behöver röra sig det minsta för att börja förflytta sig nedåt. Detta ger sambandet mellan att jag rör på till exempel benet och att kroppen förflyttas. Det låter enkelt men det är svårt att få till rätt lutning. Man gör gravitationen till barnets vän istället för fiende som den normalt är för det hjärnskadade barnet.
- Ålning. Barn som klarar av sitt "inclined floor" går sedan över till ålning på platt glatt golv. Här sätter man upp mål på hur många meter barnet skall åla varje dag. Det kan vara allt från 10 meter till 400 meter beroende på hur duktigt barnet är på att åla och ålder. Klarar ett barn att åla 400 meter per dag så brukar krypning komma igång men det används olika knep för att komma upp i krypning som till exempel att åla över hinder. Det är inte heller ovanligt att barn som kan gå får åla för att de anses ha gjort det för lite när de var små.
- Krypning. Barn som har lärt sig att krypa skall krypa vissa distanser varje dag. För mindre barn är det 1600 meter som är det slutgiltiga målet. När de når 1600 meter regelbundet så anses de ha krypit tillräckligt för att inte behöva träna distanskrypning längre. Det är viktigt att krypningen är i korsvismönster och att barnet inte sitter i W-positionen som är väldigt dålig för höfterna. För att få till ett bra mönster samt att undvika sittande och hoppande så används något som kallas anti-sit kudde som hindrar barnet från att sitta.
- "Over head ladder". Barn som inte kan gå än men kryper brukar få en övning som kallas OHL. Det är enkelt sagt en stege som ligger horisontellt på en höjd strax över barnets höjd. Stegen används av barnet som stöd när det går under stegen. Det liknar att gå i barr med skillnaden att barnet håller sig ovanför huvudet och inte bredvid som i barren. Fördelen med OHL jämte barr är att barnet får en upprätt ställning samt att man tar bort lite av vikten på knän och fötter genom att barnet håller sig i stegen. Detta för att barnet skall kunna låsa sina knän som är väldigt viktigt för att inte få problem längre fram när de väger mer.
- Armgång, att använda "over head ladder" men för att gå armgång. Detta är en träningsmetod för barn som har kommit ganska långt. Det är helt enkelt att lära sig att svinga sig fram under stegen. Detta för att det är nyttigt att hänga i armarna (ryggen, styrkan i armar och händer bl.a.) samt att det är skapar större lungor alltså bättre syresättning av hjärnan.

## Kritik
Det amerikanska barnläkarförbundet (American Academy of Pediatrics) är mycket kritiska mot patterning som ingår i domanmetoden. De menar att patterning grundas på en omodern och förenklad bild av hjärnans utveckling, anser att tillgänglig information inte ger stöd för att behandlingen skulle vara verksam, och anser att dess fortsatta användning är obefogad. .